# Râul Maja
Râul Maja sau Râul Corund este un curs de apă, afluent al râului Crasna.

## Hărți
- Harta interactivă - județul Sălaj  Arhivat în 5 septembrie 2009, la Wayback Machine.
- Harta județului Satu Mare